# Reprezentacja Bangladeszu w krykiecie mężczyzn
Reprezentacja Bangladeszu w krykiecie mężczyzn (Beng.: বাংলাদেশ জাতীয় ক্রিকেট দল) – drużyna sportowa krykieta, reprezentująca Bangladesz w meczach i turniejach międzynarodowych. Potocznie drużyna nazywana jest The Tigers. Za jej funkcjonowanie odpowiedzialny jest Bangladesh Cricket Board.
Po swoich  pierwszych Mistrzostwach świata w 1999 roku, Bangladesz w 2000 r. został dziesiątym pełnoprawnym członkiem z International Cricket Council (ICC) i jednocześnie od tej pory ma prawo do gry w meczach testowych. Inauguracyjny mecz testowy z udziałem reprezentacji Bangladeszu odbył się w listopadzie w Dhace przeciwko reprezentacji Indii. Swój pierwszy mecz testowy wygrali w 2005 przeciwko reprezentacji Zimbabwe.
Największym sukcesem reprezentacji Bangladeszu na Mistrzostwa Światach jest dotarcie do ćwierćfinału w 2015 roku. Do tej pory MŚ raz odbywały się w Bangladeszu, w 2011 i organizowane były wspólnie z Indiami i Sri Lanką. W ICC Champions Trophy i ICC World Twenty20 reprezentanci Bangladeszu nie osiągnęli do tej pory sukcesów, za każdym razem kończyli rywalizację na pierwszej z możliwych rund. W Pucharze Azji ich najlepszym rezultatem było drugie miejsce 2012 i w 2016 r. Zwyciężyli w turnieju krykieta na Igrzyskach Azjatyckich w 2010 r. Na Asian Test Championship 2001–2002 zajęli trzecie miejsce.

## Udział w imprezach międzynarodowych

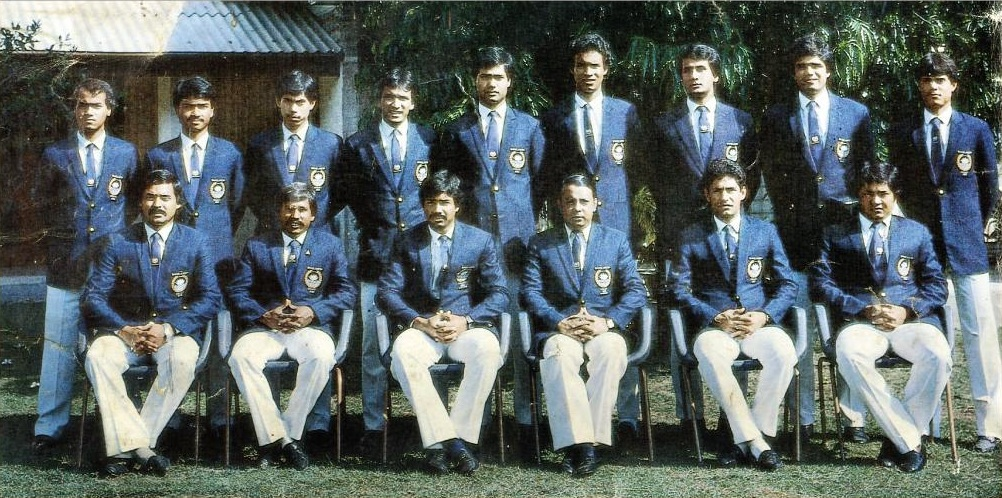
Reprezentacja Bangladeszu w 1986 przed Pucharem Azji.

### Mistrzostwa świata
| Udział w mistrzostwach świata | Udział w mistrzostwach świata         |
| Rok                           | Wynik                                 |
| ----------------------------- | ------------------------------------- |
| 1975                          | Brak udziału (brak członkostwa w ICC) |
| 1979                          | Brak udziału (brak członkostwa w ICC) |
| 1983                          | Brak udziału (brak członkostwa w ICC) |
| 1987                          | Brak udziału (brak członkostwa w ICC) |
| 1992                          | Brak udziału (brak członkostwa w ICC) |
| 1996                          | Brak udziału (brak członkostwa w ICC) |
| 1999                          | Faza grupowa                          |
| 2003                          | Faza grupowa                          |
| 2007                          | Super 8                               |
| 2011                          | Faza grupowa                          |
| 2015                          | Ćwierćfinał                           |
| 2019                          | –                                     |
| 2023                          | –                                     |

### ICC Champions Trophy
(rozgrywane jako ICC Knockout w 1998 i 2000 r.)
| Udział w ICC Champions Trophy | Udział w ICC Champions Trophy                          |
| Rok                           | Wynik                                                  |
| ----------------------------- | ------------------------------------------------------ |
| 1998                          | Brak udziału (brak członkostwa w ICC)                  |
| 2000                          | Runda kwalifikacyjna                                   |
| 2002                          | Faza grupowa                                           |
| 2004                          | Faza grupowa                                           |
| 2006                          | Faza grupowa                                           |
| 2009                          | Brak kwalifikacji (poza najlepszą ósemką rankingu ODI) |
| 2013                          | Brak kwalifikacji (poza najlepszą ósemką rankingu ODI) |
| 2017                          | Brak kwalifikacji (poza najlepszą ósemką rankingu ODI) |

### ICC World Twenty20
| Udział w ICC World Twenty20 | Udział w ICC World Twenty20 |
| Rok                         | Wynik                       |
| --------------------------- | --------------------------- |
| 2007                        | Super 8                     |
| 2009                        | Faza grupowa                |
| 2010                        | Faza grupowa                |
| 2012                        | Faza grupowa                |
| 2014                        | Super 10                    |
| 2016                        | Super 10                    |
| 2020                        | –                           |

### Puchar Azji
| Udział w Pucharze Azji | Udział w Pucharze Azji |
| Rok                    | Wynik                  |
| ---------------------- | ---------------------- |
| 1984                   | Brak udziału           |
| 1986                   | 3. miejsce             |
| 1988                   | 4. miejsce             |
| 1990–91                | 3. miejsce             |
| 1995                   | 4. miejsce             |
| 1997                   | 4. miejsce             |
| 2000                   | 4. miejsce             |
| 2004                   | Super 4                |
| 2008                   | Super 4                |
| 2010                   | 4. miejsce             |
| 2012                   | Wicemistrzostwo        |
| 2014                   | 5. miejsce             |
| 2016                   | Wicemistrzostwo        |
| 2018                   | –                      |

### Pozostałe imprezy
| Rok i miejsce | wynik       |
| ------------- | ----------- |
| 1998          | 14. miejsce |

| Rok i miejsce | wynik      |
| ------------- | ---------- |
| 2010          | 1. miejsce |
| 2014          | 3. miejsce |
| 2018          | –          |

| Rok i miejsce | wynik      |
| ------------- | ---------- |
| 2001–2002     | 3. miejsce |

| Rok i miejsce | Wynik      |
| ------------- | ---------- |
| 1998          | 1. miejsce |
| 2000          | 1. miejsce |
| 2002          | -          |

| Rok i miejsce | Wynik    |
| ------------- | -------- |
| 1986          | -        |
| 1990          | 1. runda |
| 1994          | -        |